# Gare de Nouvion-sur-Meuse
Gare de Nouvion-sur-Meuse vasútállomás Franciaországban, Nouvion-sur-Meuse településen.

## Vasútvonalak
Az állomást az alábbi vasútvonalak érintik:
- Mohon–Thionville-vasútvonal

## Kapcsolódó állomások
A vasútállomáshoz az alábbi állomások vannak a legközelebb:
- Gare de Lumes
- Gare de Vrigne-Meuse